# Värdeteori
Denna artikel behandlar det filosofiska ämnet värdeteori. För det ekonomiska ämnet, se Värdeteori (ekonomi).
Värdeteori är det filosofiska studiet av värderingar och deras grundval. Man studerar värdeomdömen ur logisk, semantisk, metafysisk och kunskapsteoretisk synvinkel. Bland de semantiska frågorna återfinns exempelvis: "Vad är värdeomdömen?" och "Kan värdeomdömen vara sanna?" Inom den ontologiska (metafysiska) delen studeras frågor som: "Finns det objektivt existerande värden?" Man studerar även vilka möjligheter det finns att få kunskap i dessa och andra närbesläktade frågor. Även om det i teorin går att kombinera de olika delarna ganska fritt har filosofer tenderat att utveckla heltäckande teorier; teorier som uttalar sig om vårt moraliska språk, om en eventuell moralisk verklighet samt om våra möjligheter att få kunskap om detta.
Värdeteori inbegriper värderingar inom olika fält där det mest framträdande är moralens. Moralisk värdeteori brukar också kallas för metaetik. Moral är dock inte det enda området där värdeteoretiska studier förekommer. Även inom exempelvis de filosofiska studierna av estetik, teknik och juridik och inom vetenskapsteori studerar man värderingar. Ibland sägs det att värdeteori förhåller sig till normativ etik på samma sätt som vetenskapsteorin förhåller sig till vetenskapen.
Värdeteori ingår i vad som bredare har kallats värdefilosofi. Värdeteorin skiljer sig från andra delar av värdefilosofin därigenom att den inte sysslar med frågor om hur saker och ting bör vara, vilket är studieområdet för den normativa etiken, utan snarare analyserar detta "bör". Gränsen mellan dessa två delar av värdefilosofin är stundtals oklar, och teorier inom det ena området implicerar ofta bestämda förhållanden på det andra. Värdefilosofin skiljer sig i sin tur från empirisk forskning av värderingar, som exempelvis kan inbegripa studier av värderingar hos olika folkgrupper och individer. Lars Bergström uttryckte i Grundbok i värdeteori (1990) skillnaden mellan de empiriska vetenskaperna och värdefilosofin på följande vis: "Inom empiriska vetenskaper är man intresserad av vilka värderingar folk faktiskt har. Inom värdefilosofin intresserar man sig för vad värderingar är, och för vilka värderingar som är riktiga." Värt att notera är att Bergströms "är" och "riktiga" ungefär motsvarar distinktionen mellan värdeteori och normativ etik.

## Metaetik
Det i särklass mest betydelsefulla värdeteoretiska studieområdet är etiken. Studiet av moraliska värden, moralomdömen och kunskap i moralfrågor benämns ofta metaetik.

## Intrinsikala och extrinsikala värden
Huvudartiklar: Intrinsikalt värde och Extrinsikalt värde
Begreppet intrinsikalt värde används inom filosofin för att beteckna att en entitet (ett ting, en egenskap, ett förhållande, etc.) har ett värde i sig. Andra termer som ofta används som synonymer är "som sådant" och "för sig självt". Motsatsen till intrinsikala värden är extrinsikala värden.
Enligt den brittiske filosofen G.E. Moore (1873-1958) kan man utföra ett tankeexperiment, ett "isolationstest", för att avgöra vad som är intrinsikalt värdefullt. Tankeexperimentet består av att man tänker sig att det som ska undersökas befinner sig i ett tomt universum, i total ensamhet. Om vi skulle anse att existensen av det som ska undersökas är gott i ett sådant universum så är det intrinsikalt värdefullt. Filosofen Roderick Chisholm (1916–1999) har modifierat Moores isolationstest och beskrivit intrinsikal godhet och dålighet som någonting som utgör allt gott och dålighet som finns i universum. Immanuel Kant föreslår ett lite annorlunda test för intrinsikalt värde; man ska tänka sig ett ting och placera det i relation till alla möjliga andra ting, och fråga sig om tinget förblir gott oavsett vilka andra ting det står i relation till. Om så är fallet, är tinget ifråga intrinsikalt gott. Med detta test anser sig Kant ha upptäckt att det enda i sig goda ting som finns är den goda viljan.
Frågan om vad som faktiskt är intrinsikalt värdefullt har traditionellt överordnats frågan om vad intrinsikalitet är . En vanlig teori om vad som är intrinsikalt värdefullt är hedonismen, som hävdar att njutning är intrinsikalt gott och smärta intrinsikalt ont.
Extrinsikalt värde är en filosofisk term som betecknar entiteter som inte är intrinsikalt värdefulla. Med andra ord är någonting som är extrinsikalt värdefullt inte värdefullt i sig utan endast i förhållande till någonting annat. Vissa filosofer har velat likställa extrinsikalitet med instrumentalitet, andra har dock motsatt sig detta.

## Värde och motivation
Internalism är den moralfilosofiska teorin om som innebär att värden per definition är sammankopplade med motivation. Man menar att det finns en intern förbindelse mellan övertygelsen "x är gott" och motivationen att utföra x. Man förkastar alltså möjligheten att en person å ena sidan värderar en handling och är fullt kapabel att utföra den och å andra sidan inte bryr sig om att utföra den.
Externalism är den moralfilosofiska teorin som innebär att det inte finns någon nödvändig koppling mellan värde och motivation.